# Project One
Pour Pour le duo de hardstyle, voir Project One (groupe).
Project One est une communauté intentionnelle technologique des années 1970 à San Francisco. Occupée par un public étudiant, artisan, artiste et informaticien, la commune héberge plusieurs organisations.

## Histoire
Une ancienne usine à bonbons désaffectée d'environ 7 800 m2 et de six étages est proposée à la location en 1970. L'architecte Ralph Scott a l'idée de louer les lieux pour y fonder une communauté intentionnelle, et Project One devient rapidement un environnement d'apprentissage. Le loyer, pour cinq ans, est de cinquante mille dollars par an. L'idée centrale est de fournir une éducation aux membres de la communauté, entre autres avec la fondation de la Symbas Alternative High School au rez-de-chaussée.
Project One commence en 1970 avec une publicité radio proposant à toutes les personnes qui souhaitent créer une communauté dans un espace à bas coût et partager des ressources de rejoindre le lieu. La publicité, proposée par Ralph Scott, est enregistrée par Craig Brown. Deux semaines plus tard, Project One compte deux cents membres. En janvier 1972, on y compte toujours 200 personnes et environ soixante organisations.
Identifiant le besoin d'un ordinateur pour le groupe, Pamela Hardt, qui vit à Project One, commence à démarcher des centaines d'entreprises pour en trouver une qui voudrait faire don d'une machine. Transamerica Corporation fait don d'un ordinateur XDS 940s, d'une valeur de 300 000 dollars mais pas à la pointe de la technologie, donc abandonnés par l'entreprise, au projet. L'ordinateur est reçu en avril 1972 et mis en marche en juin, notamment avec l'aide de L. Peter Deutsch. En novembre, Stern Electronics leur envoie une bourse de dix mille dollars, et le Whole Earth Catalog leur prête huit mille dollars, dont ils ont remboursé six mille en décembre. Leur premier objectif informatique est la centralisation des informations des standards téléphoniques de la région pour soutenir les personnes qui enquêtent sur les entreprises ou font de la recherche académique. Un deuxième projet consiste à contacter les centres médicaux et travailleurs sociaux de la ville pour centraliser leurs carnets d'adresses. Le dernier projet est une analyse des programmes d'éducation de la ville à partir des documents ouverts de la ville.

## Organisation
La communauté n'a pas d'organisation formelle. Toutes les décisions sont prises à l'unanimité lors d'une réunion hebdomadaire au cinquième étage du bâtiment,.

## Personnalités notables
- Jude Milhon[2]